# Saint-Fargeol
 Saint-Fargeol  là một xã ở tỉnh Allier thuộc miền trung nước Pháp.